# Saint-Médard-d'Excideuil
Saint-Médard-d'Excideuil é uma comuna francesa na região administrativa da Nova Aquitânia, no departamento Dordonha. Estende-se por uma área de 18,47 km². Em 2010 a comuna tinha 561 habitantes (densidade: 30,4 hab./km²).